# Байрам-Цуррі
Байрам-Цуррі (алб. Bajram Curri) — місто на півночі Албанії поблизу кордону із Косово. Місто з 2015 року є адміністративним центром округу Тропоя.

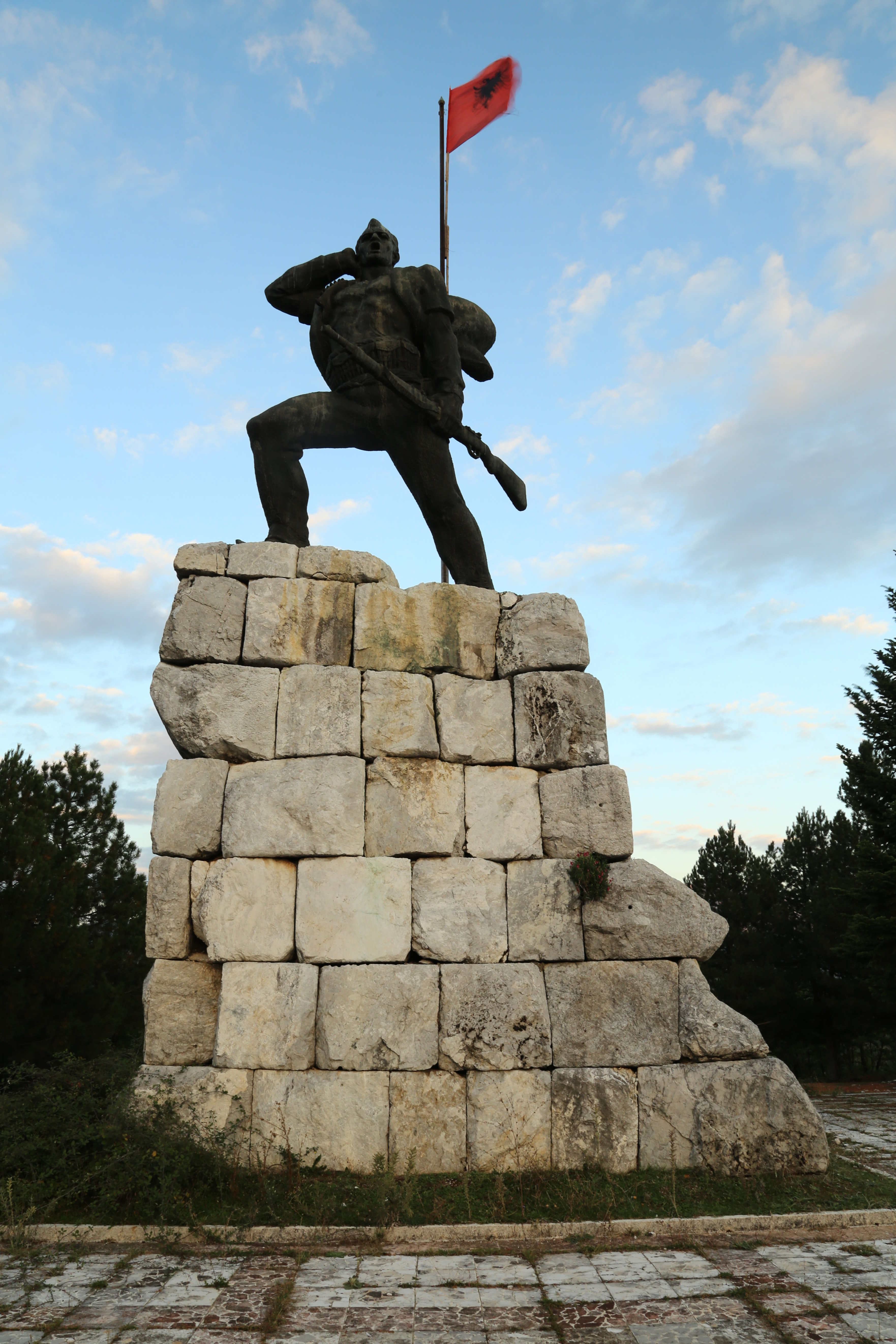
Пам'ятник албанському герою Байраму Цуррі

Байрам-Цуррі знаходиться у долині річки Валбона. Населення станом на 2011 рік становило 5340 осіб.
Місто назване в честь Байрама Цуррі, національного героя початку 20-го століття, лідера визвольної боротьби.

## Історія
Регіон здавна заселений племенем Беріша і був центром комерційної торгівлі зі сходу (Косово Вілаят) на захід (Скутарі Вилаят). Регіон Тропоя знаходився на шляху від Адріатичного моря на схід. Одним з основних торгових товарів була сіль, яку обмінювали на сільськогосподарську продукцію.
Байрам-Цуррі це нове місто. Воно побудоване у 1952 році як новий адміністративний центр на місці села Колгекай. З огляду на той факт, що місто було побудоване за часів соціалістичної системи, організація міського розвитку в перші роки його створення було функцією державного управління. Спочатку були побудовані двоповерхові будинки для проживання партійних діячів, чиновників, службовців тощо. Побудована школа, лікарня, ринок, дорожня інфраструктура. У 1977 році побудований палац культури, а у 1985 році відкрився історичний музей. Пізніше побудували ряд 5-ти та 6-ти поверхових будинків.
В наш час місто приваблює туристів, особливо з Європи та Ізраїлю, своєю природою нагір'я.

## Економіка
Економіка міста основа на вирощуванні садових культур. Місто відоме своїми їстівними каштанами, яблуками, горіхами, виноградом та чорницями. В околицях міста виявлені великі запаси платини, родію, рутенію, паладію, іридію, осмію. Албанські, італійські і китайські інженери, які працюють для «Albanian Minerals» та «Bytyci ShPK», припускають, що область може містити понад 500 мільйонів тонн хромової руди і більше двох мільярдів тонн олівіну, у якому частка платини становить 5-7 грамів на тонну руди, Це родовище олівіну є одним з найбільших в світі.